# René Kindzeka
René Kindzeka (* 5. Juni 1995 in Kumba) ist ein deutscher Basketballspieler kamerunischer Herkunft. Kindzeka misst 1,85 Meter und ist auf beiden Aufbaupositionen einsetzbar.

## Laufbahn
Kindzeka wuchs zunächst in Kamerun und ab seinem achten Lebensjahr dann im Hamburger Stadtteil Wilhelmsburg auf. In der Jugend spielte er erst für den SSV Slomanstieg. 2009 gewann er mit der BG Harburg-Hittfeld die deutsche U14-Meisterschaft und spielte in der Saison 2009/10 sowie 2010/11 für den Verein in der Jugend-Basketball-Bundesliga (JBBL).
Ab der 2011/12 trug er in der Nachwuchs-Basketball-Bundesliga (NBBL) dann das Trikot der Piraten Hamburg, für die er bis Ende der Saison 2013/14 spielte.
Erste Einsatzminuten und Erfahrungen im Männerbasketball sammelte Kindzeka bereits in der Saison 2011/12 für den BC Hamburg in der 2. Regionalliga. Zur Saison 2013/14 wechselte er zum SC Rist Wedel in die 2. Bundesliga Pro B.
Er wurde von den Hamburg Towers für die Premierensaison des Vereins in der 2. Bundesliga Pro A (2014/15) verpflichtet, kam während der Spielzeit mittels einer Doppellizenz aber vornehmlich weiterhin für den Kooperationspartner SC Rist Wedel zum Einsatz. In der Folgesaison 2015/16 blieb die Konstellation gleich, allerdings verpasste Kindzeka die ersten Monate der Saison in Folge einer Handgelenksverletzung. Im Januar 2016 kehrte er aufs Spielfeld zurück, wurde aber kurze Zeit später mit einer Knieverletzung erneut zum Zuschauen gezwungen.
Im Juli 2016 gaben die Towers bekannt, auch in der Saison 2016/17 einen Kaderplatz an Kindzeka vergeben zu haben. Altersbedingt wurde das Spieljahr sein letztes, in dem er mit einer Doppellizenz auch für Wedel einsatzberechtigt war. Bei den Hamburgern erzielte Kindzeka in 22 Spielen der Saison 2016/17 im Schnitt 5,2 Punkte, bei Wedel war er mit 13,4 Zählern je Begegnung (14 Spiele) bester Werfer der Mannschaft. Im Spieljahr 2018/19 schaffte er mit den Towers als Meister der 2. Bundesliga ProA den Aufstieg in die Basketball-Bundesliga. Kindzeka trug zu diesem Erfolg im Verlauf der Meistersaison mit 4,5 Punkten pro Spiel (33 Einsätze) bei. In der Bundesliga blieb seine Einsatzzeit bei den Hamburgern gering: Er stand nur in sieben Partien auf dem Feld und brachte es auf 0,7 Punkte pro Spiel.
Im September 2020 wurde er vom Zweitligisten Eisbären Bremerhaven unter Vertrag genommen. Er stand für die Eisbären in 28 Ligaspielen auf dem Feld und erzielte 3,6 Punkte je Begegnung. Zur Saison 2021/22 kehrte Kindzeka mit seinem Wechsel zu den Crailsheim Merlins in die Bundesliga zurück. Mit Crailsheim spielte er erstmals in seiner Laufbahn auch im Europapokal, im Februar 2022 stand er mit der Mannschaft im Endspiel des deutschen Pokalwettbewerbs, das gegen Alba Berlin verloren wurde. 2024 stieg Kindzeka mit Crailsheim aus der Bundesliga ab, er verließ die Mannschaft anschließend.
Im Oktober 2024 wurde er vom Zweitligisten BBC Bayreuth verpflichtet.